# Джонсон, Ричард (писатель)
Ричард Джонсон (англ. Richard Johnson; крещён 4 или 24 мая 1573 года в Лондоне, точная дата рождения неизвестна — умер около 1659 года, точная дата смерти неизвестна) — английский писатель
, автор популярных романов своего времени. 
Самым известным его произведением считается роман The Famous Historie of the Seaven Champions of Christendom (выпущен в двух томах, предположительно — в 1596 и 1597 годах), который был настолько успешным, что к нему были выпущены одна или две дополнительных части (предположительно в 1608 и 1616 годах). Работа включает в себя ряд неподтверждённых цитат из Шекспира.
Почти ничего не известно о жизни Джонсона, хотя в своей книге Nine Worties of London (1592) он называл себя учеником. Он, возможно, был занят в домашнем хозяйстве королевы Анны, жены короля Якова I. Среди многих других его работ выделяется книга баллад  The Crown Garland of Golden Roses set forth in Many Pleasant new Songs and Sonnets (1612), которая впоследствии была переиздана Обществом Перси в 1842 и 1845 годах.
Другие известные произведения его авторства: Nine Worthies of London  (1592); The Pleasant Walks of Moorefields (1607), героем является известный галантерейщик из Поултри; The Most Pleasant History of Tom a Lincolne  (1607); A Remembrance of Robert Earle of Salisbury (1612); Looke on Me, London (1613), The History of Tom Thumbe (1621).